# Гинура
Гинура (Gynura) — род растений из семейства астровых или сложноцветных (Asteraceae), включающий 47 видов, распространённых в тропических районах Африки и Азии. Некоторые виды гинуры выращивают как декоративные или пищевые растения.
Слово «гинура» — греческого происхождения и означает «женщина с хвостом», данное растению за характерные длинные плети-побеги.

## Описание
Многолетние травы или полукустарники с прямостоячими, простёртыми или лазящими побегами. Корни волокнистые или клубневидные. Стебли мясистые до субсуккулентных, слегка одрвесневающие в возрастом, в различной степени опушённые или голые. Листья простые, очерёдные, стеблевые или собраны в прикорневую розетку, сидячие или на черешках, тонкие или мясистые. Опушение на листьях также варьирует, иногда отсутствует. Листья иногда фиолетового оттенка снизу, продолговато-ланцетные, удлинённые, от яйцевидных до дельтовидных. Край листа от мелко- до крупнозубчатого, либо лировидно иссечённый. Основание листа клиновидное, обрезанное или тупо закруглённое, редко неравное.
Соцветия одиночные или собраны в конечные или пазушные щитковидные метёлки. Корзинки от дисковидных до узко колокольчатых, на ножках. Обёртка однорядная из 8-18 травянистых чешуй, от почти голых до опушённых. Цветоложе плоское, чешуйчатое. Цветки многочисленные, обоеполые, жёлтые, оранжевые, иногда красные или фиолетовые.
Семянки продолговатые до цилиндрических, обычно коричневого цвета, ребристые. Хохолок из многочисленных мелкобородчатых щетинок, белого или сероватого цвета.
В природе гинуры цветут почти весь год, особенно обильно с декабря по май.

## Распространение
Род имеет ареал от тропической Африки до южной Азии, захватывающий юг Китая, Японию, Новую Гвинею и север Австралии.

## Гинуры в культуре
В комнатных условиях чаще всего встречается гинура оранжевая (Gynura aurantiaca) родом из горных лесов острова Ява. Также цветоводы выращивают гинуру плетеносную (Gynura sarmentosa) из Восточной Африки с продолговато-яйцевидными и заострёнными на верхушке листьями и гинуру поднимающуюся (Gynura scandens) с более грубыми зубцами на листьях.
Цветёт гинура обильно с весны до поздней осени. Цветки гинуры обладают неприятным запахом, поэтому иногда бутоны обрывают.
Для отрастающих вверх побегов гинуры в горшке устанавливают опору или выращивают как ампельное растение.
При недостаточном освещении у гинур пропадает типичная окраска листьев и растения сильно вытягиваются, теряя декоративность. Поливают гинуру с весны до осени обильно, а зимой — умеренно, не пересушивая ком земли. Листья гинур обычно не опрыскивают, так как на них могут появиться бурые пятна.

## Таксономия
Gynura Cass., 1825, Dict. Sci. Nat. (ed. 2), 34: 391–392.

### Виды
По данным проекта The Plant List род гинура включает следующие виды:
- Gynura abbreviata F.G.Davies — Малайзия
- Gynura albicaulis W.W.Sm. — Малайзия
- Gynura amplexicaulis Oliv. & Hiern — Африка
- Gynura aurantiaca (Blume) Sch.Bip. ex DC. — Малайзия; во многих районах заносное. Широко распространённое горшечное растение
- Gynura barbareifolia Gagnep. — Юго-Восточная Азия.
- Gynura batorensis F.G.Davies — Малайзия
- Gynura bicolor(Roxb. ex Willd.) DC. — Южная Азия. Салатное растение, также известное как окинавский шпинат. Используется в свежем и приготовленном виде
- Gynura brassii F.G.Davies — Новая Гвинея
- Gynura calciphila Kerr — Таиланд
- Gynura campanulata C.Jeffrey — Кения
- Gynura carnosula Zoll. & Mor. — Малайзия, Индонезия
- Gynura cernua (Cass.)Benth. — Мадагаскар
- Gynura colaniae Merr. — Вьетнам
- Gynura colorata F.G.Davies — Кения, Танзания
- Gynura cusimbua (D.Don) S.Moore — Юго-Восточная Азия
- Gynura divaricata (L.) DC. — юго-восток Китая, Вьетнам
- Gynura drymophila (F.Muell.) F.G.Davies — северо-восток Австралии
- Gynura elberti J.Kost. — Борнео, Индонезия
- Gynura elliptica Y.Yabe & Hayata ex Hayata — Борнео, Индонезия
- Gynura emeiensis Z.Y.Zhu — юг Китая
- Gynura formosana Kitam. — Китай
- Gynura fulva F.G.Davies — Борнео, Индонезия
- Gynura grandifolia F.G.Davies — Борнео, Индонезия
- Gynura haematophylla DC.
- Gynura hispida Thwaites — Шри-Ланка
- Gynura hmopaengensis H.Koyama — Таиланд
- Gynura japonica (Thunb.) Juel — Юго-Восточная Азия
- Gynura lycopersicifolia DC. — Китай
- Gynura malaccensis Belcher — Борнео, Индонезия
- Gynura mauritiana
- Gynura micheliana J.-G.Adam — Мали, Гвинея
- Gynura nepalensis DC. — Юго-Восточная Азия. Салатное растение, способствует снижению холестерина
- Gynura nitida DC. — Китай
- Gynura panershenia Z.Y.Zhu — юг Китая
- Gynura procumbens (Lour.) Merr. — Западная Африка, юго-восточная Азия, Новая Гвинея
- Gynura proschii Briq. — Африка
- Gynura pseudochina (L.) DC. — тропическая Африка, Юго-Восточная Азия, Австралия
- Gynura rubiginosa Elmer
- Gynura scandens O.Hoffm. — Конго, Ангола, Замбия, Кения
- Gynura sechellensis (Baker) Hemsl.
- Gynura steenisii F.G.Davies — Борнео, Индонезия
- Gynura sundaiaca F.G.Davies — Борнео, Индонезия
- Gynura taiwanensis S.S.Ying — Тайвань
- Gynura travancorica W.W.Sm.
- Gynura valeriana Oliv. — Конго, Танзания, Кения
- Gynura vidaliana Elmer — Борнео, Индонезия
- Gynura zeylanica Trim. — Бразилия